# Портнова Зінаїда Мартинівна
Портнова Зінаїда (20 лютого 1926, Ленінград — 10 січня 1944, Полоцьк, Вітебська область) — радянська підпільниця, партизанка, член підпільної організації «Юні месники»; розвідниця партизанського загону імені К. Е. Ворошилова, Герой Радянського Союзу (1958), піонер-герой.

## Біографія
Народилася 20 лютого 1926 року в місті Леніград в сім'ї робітників, за національністю білоруска. У 1941 році закінчила школу (7 класів), добре навчалась, захоплювалась танцями.
На початку червня 1941 року приїхала на шкільні канікули в село Зуї. Після вторгнення гітлерівців на територію СРСР Зіна Портнова виявилася на окупованій території. З 1942 року — член Обольскій підпільної організації «Юні месники», керівником якої була майбутній Герой Радянського Союзу Е. С. Зінькова, член комітету організації. У підпіллі була прийнята в ВЛКСМ.
Згідно з радянською історіографією, брала участь в поширенні листівок серед населення і диверсіях проти загарбників. Працюючи в їдальні курсів перепідготовки німецьких офіцерів, за вказівкою підпілля отруїла суп (за версією радянської пропаганди, ніяк не підтвердженою німецькими архівами, загинуло понад сто офіцерів). Нацисти почали пошук зловмисників, підозрюючи всіх і кожного. Потрапила під підозру і Зіна, яку німці майже насильно нагодували тим самим супом. Вона не пам'ятала, як добралася до ґанку бабусиної хати, але та відпоїла її трав'яними відварами і молочною сироваткою, у результаті, дівчина залишилася жива. Однак після події залишатися в селі їй було смертельно небезпечно, і Портнову переправили в партизанський загін. З серпня 1943 року розвідниця партизанського загону ім. К. Є. Ворошилова. У грудні 1943 року, повертаючись із завдання зі з'ясуванням причин провалу організації «Юні месники», схоплена в селі Мостище і впізнана якоюсь Ганною Храповицькою. На одному з допитів у Гестапо села Горяни (нині Полоцького району Вітебської області Білорусі), схопивши зі столу пістолет слідчого, застрелила його і ще двох гітлерівців, намагалася втекти, але була схоплена. Після цього її катували більше місяця, намагаючись отримати будь-яку інформацію про партизанів.
Вранці 10 січня 1944 року її розстріляли в тюрмі міста Полоцька (за іншою версією — в селі Горяни).

## Подвиг Зінаїди
Дівчину часто відправляли на різноманітні завдання. Виконуючи одне з них, Зіна попала в засаду і була взяла у полон німцями. Її катували по-звірячому, палили залізом, відрізали вуха, викололи очі, заганяли під нігті голки. Розуміючи, що смерть стала б для неї порятунком від мук, німці постійно відкладали страту. Вони навіть витягли її з-під коліс вантажівки, під яку виснажена дівчина одного разу кинулася на шляху на тортури і допити. Коли фашистам набридли щоденні знущання, і вони зрозуміли, що не почують від Портнової ні слова, її розстріляли.

## Пам'ять
Ім'я Зіни Портнової присвоєно вулиці в Кіровському районі Санкт-Петербурга. На автодорозі А215 в міському селищі Оболь (Білорусь) знаходиться пам'ятна стіна, на якій перераховані активні учасники Обольскої підпільної групи, у тому числі і Зіна Портнова. На алеї Героїв перед Шумлянським історико-краєзнавчим музеєм на гранітній плиті вибитий портрет та ім'я З. М. Портнової. Зіна Портнова офіційно була зарахована до «піонерів-героїв» Радянського Союзу. У 1978 році видано художній маркований конверт, присвячений героїні.

## Нагороди
Указом Президії Верховної Ради СРСР від 1 липня 1958 року Зінаїді Мартинівні Портновій було посмертно присвоєно звання Героя Радянського Союзу з врученням ордена Леніна.